# Rosamunde Juliane von der Asseburg

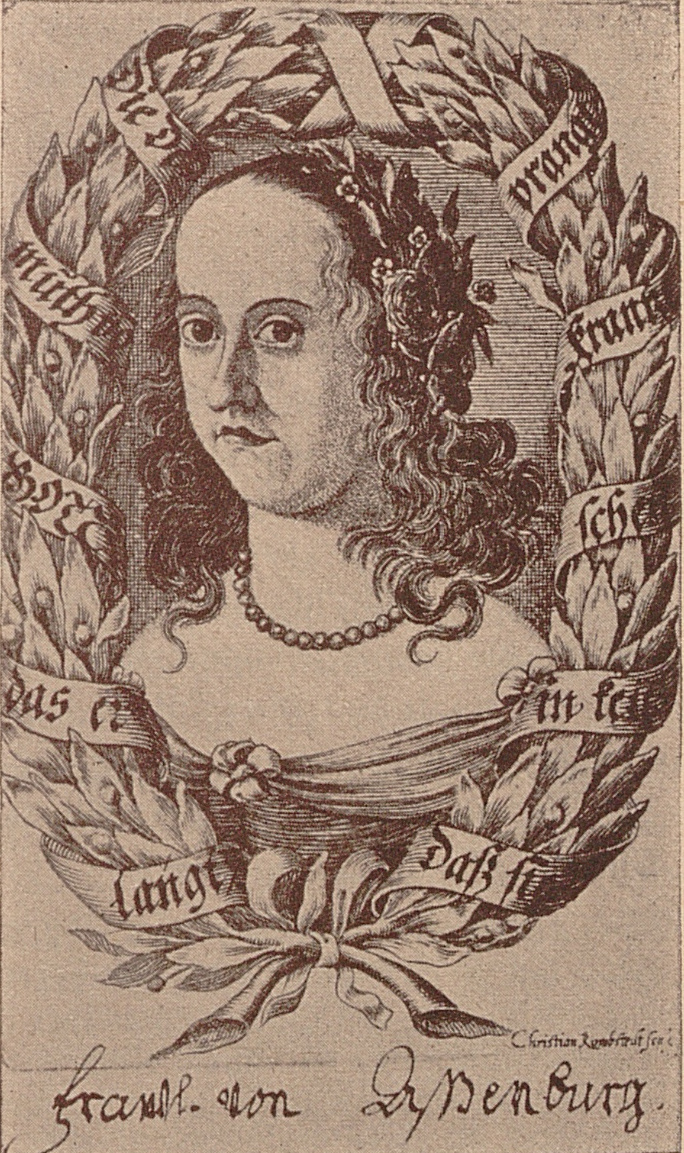
Rosamunde Juliane von der Asseburg

Rosamunde Juliane von der Asseburg (* 1672 in Eggenstedt; † 8. November 1712 in Jahnishausen) war eine religiöse Visionärin, deren prophetische Gabe vielleicht mit dem einsetzenden Pietismus in Verbindung zu bringen ist.

## Familie
Von der Asseburg gehört dem gleichnamigen Adelsgeschlecht an. Ihre Eltern waren Christian Christoph von der Asseburg und Gertrud Margarete von Alvensleben. Der Vater fiel 1675 und ließ die Mutter mit seinerzeit noch sieben überlebenden von ehemals zehn Kindern in finanzieller Not zurück. Der Besitz in Eggenstedt wurde trotz sechsjährigen Aufschubs versteigert. Die Witwe zog vermutlich 1682 mit ihren Kindern nach Magdeburg.

## Leben
Von der Asseburg soll seit ihrem siebten Lebensjahr Christus- und Teufelsvisionen gehabt haben. In ihrem zehnten oder zwölften Lebensjahr erlebte sie eine Berufung, ähnlich jener des Propheten Samuel (1 Sam 3, 9). Der Grund für die prophetischen und visionären Erlebnisse ist nicht mehr aufzuklären, da zu wenig über ihre psychische Konstitution, ihren Umgang und ihre Lektüre bekannt ist. 1691 übersiedelte die verarmte Familie nach Lüneburg. Der dortige, später amtsenthobene Superintendent Johann Wilhelm Petersen glaubte in der Gegenwart der jungen Enthusiastin den Segen zu fühlen:

„Wie denn vor einiger Zeit durch mehrere Zeugen, die so gottselig als nicht alber sind, von einem gewissen Ort öfters Nachricht bekommen von einem adelichen Haus, da eine Witwe und drei Töchter in großer Stille und Einsamkeit leben, da die eine verwunderungswürdige Offenbarungen hat, weil ihr bei offenen Augen und völligen Sinnen ihr Heiland mehrmal erscheint, dass sie wie außer sich selbst ist und man nichts als Halleluja, Hosianna und Freudenwort von ihr höret.“

„Von der Asseburg übte mit ihren Bezeugungen auf manche Menschen eine bemerkenswerte erbauliche und seelsorgliche Wirkung aus.“ Ihre Offenbarungen bezeugten nichts Neues und gaben in der Regel nur das biblische Wort in unterschiedlichen Variationen wieder. Es war eine Verkündigung „in einem etwas kuriosen Gewand“. Mit von der Asseburg glaubte Superintendent Petersen die Gnade und die Gegenwart des Herrn in seinem Haus anwesend: „Rosamundes Angesicht soll [...] so geglänzet haben, dass es sogar durch die Mauerritzen hindurchleuchtete.“ Von der Asseburg wurde mit Marie Sophie von Reichenbach bekannt, die sie auf ihren Besitz in Jahnishausen bei Dresden aufnahm und ihr schließlich eine letzte Ruhestätte in dem Friesenschen Erbbegräbnis in Schönfeld bei Pillnitz gewährte.